# Boarmia pallidiscaria
Boarmia pallidiscaria är en fjärilsart som beskrevs av Walker 1862. Boarmia pallidiscaria ingår i släktet Boarmia och familjen mätare. Inga underarter finns listade i Catalogue of Life.